# Karl Böcking
Karl August Bernhard Böcking (* 8. Januar 1815 auf Gut Reichenstein; † 26. April 1895) war ein deutscher Unternehmer der Montanindustrie.

## Leben

### Herkunft und Familie
Karl Böcking wurde als Sohn des Unternehmers und Landrats Bernhard Böcking (1781–1824) und dessen Ehefrau Catharina Friederike Christina Claus (1787–1861) geboren und wuchs mit seinen neun Geschwistern, darunter Ernestine Melinka (1809–1885, verheiratet mit dem Saarbrücker Landgerichtspräsidenten Philipp Gustav Karcher) und Maria Louise (1813–1864, verheiratet mit dem Montanindustriellen Carl Friedrich Stumm) auf dem Gutshof Reichenstein auf. Dieser wurde von ihrem Vater im Jahre 1808 käuflich erworben, war ursprünglich ein Prämonstratenserkloster und wurde 1802 im Zuge der Säkularisation aufgelöst und gehörte mit 125 ha Fläche zu den größten Gutsbetrieben im Monschauer Land.
Mit Maria Louises Heirat wurden die Beziehungen der Familien Stumm und Böcking gefestigt und die Verbindung zum preußischen Königshaus gestärkt.
Karl heiratete 1842 Eugénie-Hubertine Godin und hatte mit ihr acht Kinder, darunter Carl (* 1843, Zementfabrikant), Maria Charlotte Eugenie (1847–1869) und Edgar (* 1852, Zementfabrikant). 

### Unternehmerisches Wirken
Er wurde von seinem Schwager Carl Friedrich Stumm zum Jahresanfang 1848 als Teilhaber der Stummschen Eisenwerke in das Unternehmen geholt, weil dessen Gesundheitszustand stark angegriffen war. Nach dessen Freitod am 24. Februar 1848, der möglicherweise auf diese Situation zurückzuführen war, setzte ihn seine Schwester Marie Luise Stumm als Generaldirektor des Unternehmens ein. Unter seiner Führung wurden Investitionen zur Erweiterung der Eisenwerke getätigt, so auch durch den Bau von Puddelöfen. Er engagierte sich stark für die Anbindung Neunkirchens an das süddeutsche Eisenbahnnetz. 
Zum 1. April 1858 stieg sein Neffe Carl Ferdinand von Stumm-Halberg als Erbe seines Vaters in das Unternehmen ein, das nun von beiden geleitet wurde. 
1861 war er Vorsitzender des Vorstands des Neunkirchener Knappschafts-Vereins.
Böcking war politisch aktiv und im Februar 1848 maßgeblich an der Bildung der Bürgerwehr in Neunkirchen beteiligt, wo er zum Hauptmann ernannt wurde. Durch Verfügung der Regierung wurde diese Organisation im November 1849 aufgelöst. 
Nach seinem Ausscheiden aus dem Unternehmen im Jahre 1871 wurde der Betrieb von seinem Neffen Carl Ferdinand von Stumm-Halberg alleine geführt.